# Keblukan
Keblukan is een bestuurslaag in het regentschap Temanggung van de provincie Midden-Java, Indonesië. Keblukan telt 1482 inwoners (volkstelling 2010).